# Caleta Valdés
Caleta Valdés es una albúfera que alcanza los 35 km en dirección norte-sur, ubicada al este de la península Valdés, provincia del Chubut, Argentina.
Es una porción de mar separada del mar Argentino por una  franja de tierra compuesta por canto rodado, grava y arena, y conectada al mar abierto a través de una pequeña boca en su extremo sur. En su interior existen dos grupos de islas con características geomorfológicas propias (algunas de ellas son Primera, Segunda y Gaviota).
Su porción media contiene poblaciones de pingüinos de Magallanes, y la parte más cercana a la boca es utilizada como refugio por los elefantes marinos del sur entre agosto y abril, dada su protección del mar y de los vientos, convirtiéndose en uno de los pocos apostaderos continentales de dicha especie.
También, desde 1983 conforma una Reserva Provincial Turística de 10000 ha, con el objetivo de preservar la fauna local.
En punta Bajos se encuentra el Faro Punta Bajos, perteneciente a la Armada Argentina, librado al servicio el 12 de octubre de 1927.

## Toponimia
El nombre fue colocado en honor a Antonio Valdés, protector de una expedición española que se extendió alrededor del mundo, entre 1789 y 1794, que bautizó con ese nombre a la caleta. Posteriormente la península pasó a tener el mismo calificativo en lugar del de "San José", en los mapas de los primeros pobladores.

## Fauna
Algunos ejemplos de fauna local son: elefantes marinos (Mirounga leonina), lobos marinos (Otaria flavescens), guanacos (Lama guanicoe), maras (Dolichotis patagonum), pingüino de magallanes (Spheniscus magellanicus), orca (Orcinus orca), entre otros.

## Galería

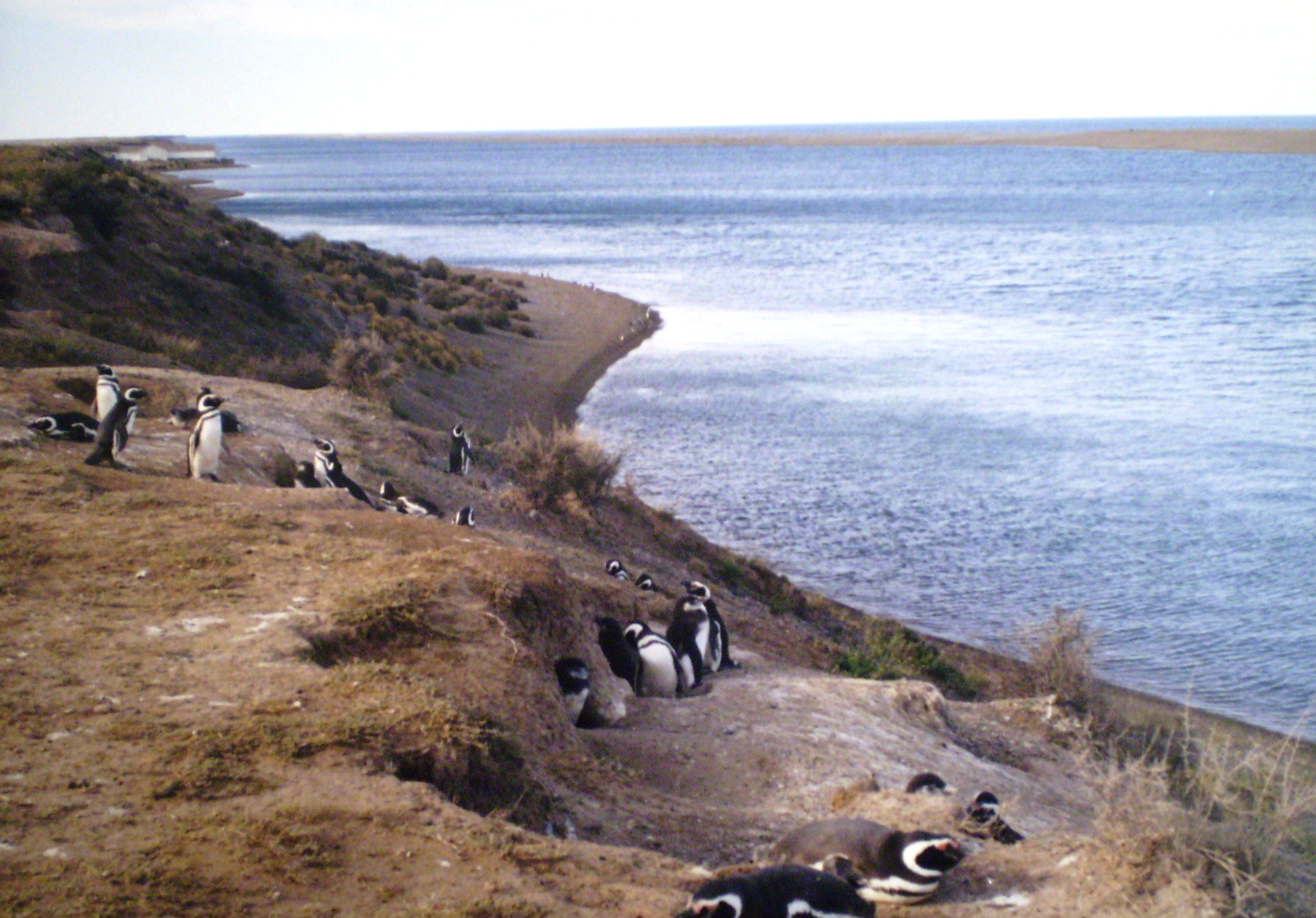
Pingüinera en la caleta
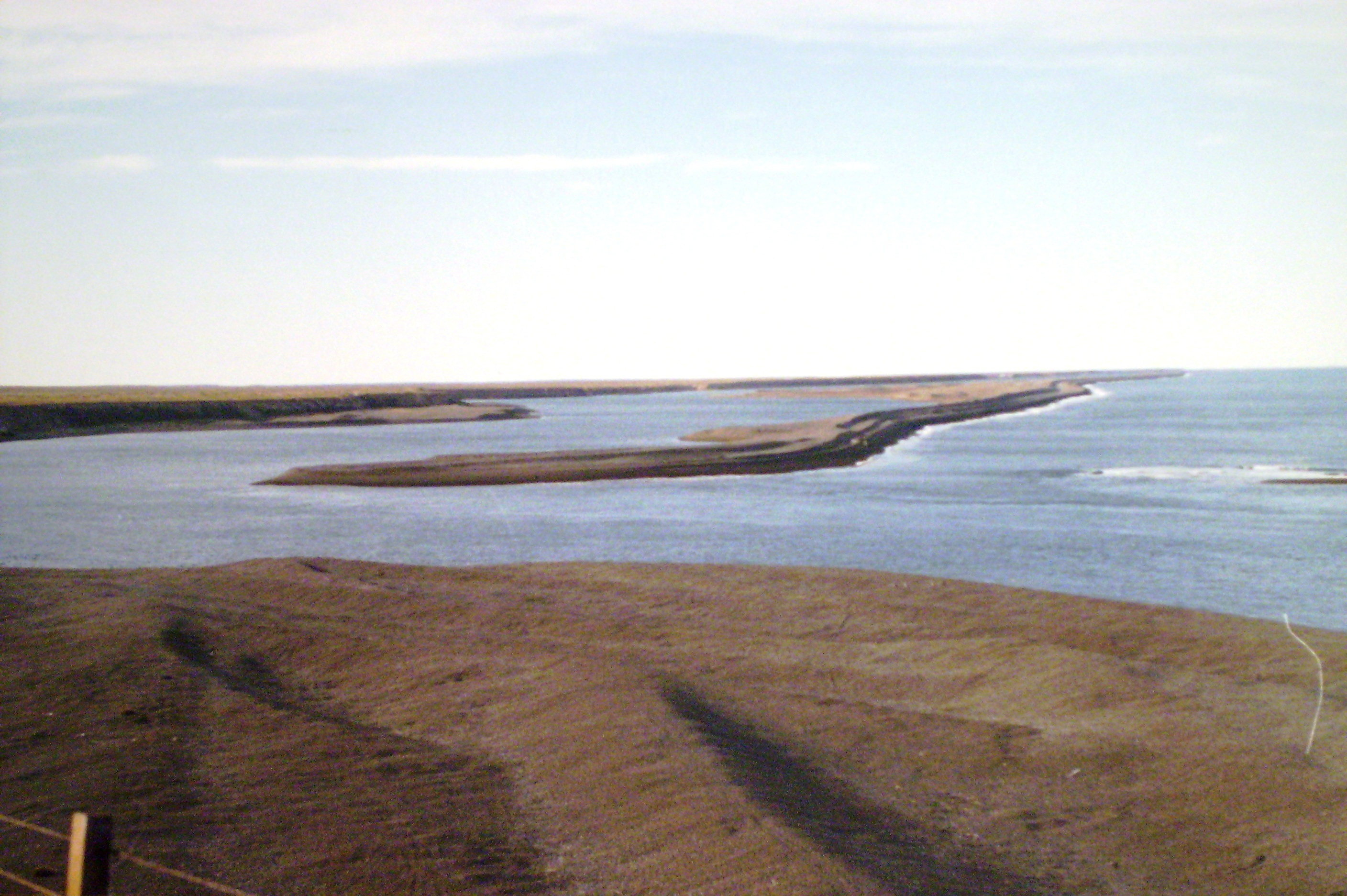
Otra vista de la caleta